# جيب جراند شيروكي (دبليو جي)
جيب جراند شيروكي (بالإنجليزية: Jeep Grand Cherokee (WJ))‏ هي سيارة من تصنيع شركة دايملر كرايسلر.